# Rainer Wild
Rainer Rudolf Wild (* 24. Mai 1943 in Heidelberg) ist ein deutscher Unternehmer und Stifter. Er ist alleiniger Inhaber der Dr. Rainer Wild Holding GmbH & Co. KG.

## Leben
Rainer Wild wurde 1943 in Heidelberg geboren. Er wuchs in der Kurpfalz als Sohn des Unternehmerpaares Rudolf und Leonie Wild auf. Sein Bruder ist Hans-Peter Wild.
Nach dem Abitur am Englischen Institut, einem Privat-Gymnasium, in Heidelberg im Jahr 1961 begann er ein Chemiestudium an der Ruprecht-Karls-Universität Heidelberg. Nach Studienaufenthalten in Cambridge und Béziers schloss er 1968 sein Studium erfolgreich ab. Nach der Promotion 1970 zum Dr. rer. nat. mit dem Schwerpunkt Naturstoffchemie absolvierte Rainer Wild ein zweijähriges Aufbaustudium der Wirtschaftswissenschaften in München. Im Anschluss arbeitete Wild bei der Firma Beckman Instruments als Leiter der Abteilung „Biochemische Geräte“.
1975 erfolgte der Eintritt in das elterliche Unternehmen, den Rudolf Wild-Werken in Eppelheim bei Heidelberg, wo er als geschäftsführender Gesellschafter tätig war.
Nachdem sein Vater 1995 gestorben war, zog sich Rainer Wild aus der Geschäftsführung der Rudolf Wild GmbH & Co. KG zurück und erhielt 24,5 Prozent der Anteile als stiller Teilhaber. Im Jahr 1996 gründete er die Heidelberger Naturfarben GmbH & Co. KG, die 2010 in Tinti GmbH & Co. KG umbenannt wurde.
Im Jahr 2002 fasste Rainer Wild diverse persönlich gehaltene Beteiligungen, vor allem jedoch die Heidelberger Naturfarben sowie die SAM International AG, unter dem Dach der Dr. Rainer Wild Holding GmbH & Co. KG zusammen. 2014 kamen die Martin Fuchs Spielwaren GmbH & Co. KG und 2016 die holländische Firmengruppe Nature’s choice b.v. hinzu.

## Soziales Engagement
Rainer Wild ist ehemaliger Vorstandsvorsitzender und Stifter der nach ihm benannten und in Heidelberg-Wieblingen ansässigen Stiftung für gesunde Ernährung. Die 1991 gegründete Dr. Rainer Wild-Stiftung setzt sich aktiv für einen zeitgemäßen und verantwortungsbewussten Umgang mit Ernährung ein. Sie bietet regelmäßig Veranstaltungen, wie z. B. das Heidelberger Ernährungsforum an und verleiht den Dr. Rainer Wild-Preis für herausragende Leistungen im Sinne der Stiftungsphilosophie. Der Internationale Arbeitskreis für Kulturforschung des Essens wurde von der Stiftung mit begründet und von 1996 bis 2014 von ihr getragen. 
Die ebenfalls von Rainer Wild gegründete Kunststiftung Rainer Wild (ehemals Stiftung für Fruchtmalerei und Skulptur) unterstützt seit 2009 die künstlerische und kulturelle Auseinandersetzung mit dem Thema Frucht im 20. und 21. Jahrhundert. Er selbst hat in 40 Jahren über 300 Kunstwerke zu diesem Thema gesammelt, die inzwischen Teil des Stiftungsvermögens sind.

## Akademisches Engagement
Von 1993 bis 2004 übte Rainer Wild einen Lehrauftrag an der Universität Hohenheim am Institut für Lebensmitteltechnologie aus. 1996 wurde er von der Universität Hohenheim zum Honorarprofessor ernannt. In regelmäßigen Abständen wird an der Universität Hohenheim der Prof. Wild-Award vergeben.

## Auszeichnungen
- In Anerkennung der langjährigen Verdienste verlieh die Universität Hohenheim Wild 1992 die Würde eines Ehrensenators und 2011 die Ehrendoktorwürde.[7]
- Im Jahr 1999 wurde er mit dem Verdienstkreuz am Bande des Verdienstordens der Bundesrepublik Deutschland ausgezeichnet.

## Schriften
- Klaus Weinges, Rainer Wild: Phenolische Naturstoffe, XII. Die Konstitution des Polydins, 1970
- Herausgeber der Schriftenreihe „Gesunde Ernährung“ der Dr. Rainer Wild-Stiftung im Springer-Verlag Heidelberg. Seitdem sind acht Bände erschienen.
- Am Anfang war der Apfel – Die Frucht in Malerei und Graphik des 20. Jahrhunderts, Hg. Rainer Wild. Heidelberg 2003
- Gerhard Neumann, Alois Wierlacher und Rainer Wild (Hg.): Essen und Lebensqualität – Natur- und kulturwissenschaftliche Perspektiven. Campus, Frankfurt 2001
- Dietrich von Engelhardt und Rainer Wild (Hg.): Geschmackskulturen. Vom Dialog der Sinne beim Essen und Trinken. Campus Verlag, Frankfurt a. M. 2005
- Zahlreiche Fachpublikationen in den Bereichen Lebensmittelchemie, Lebensmitteltechnologie, Fruchtforschung und Qualitätssysteme